# Tourisme dans les Abruzzes
 (janvier 2013).
Le contenu est difficilement compréhensible vu les erreurs de traduction, qui sont peut-être dues à l'utilisation d'un logiciel de traduction automatique.

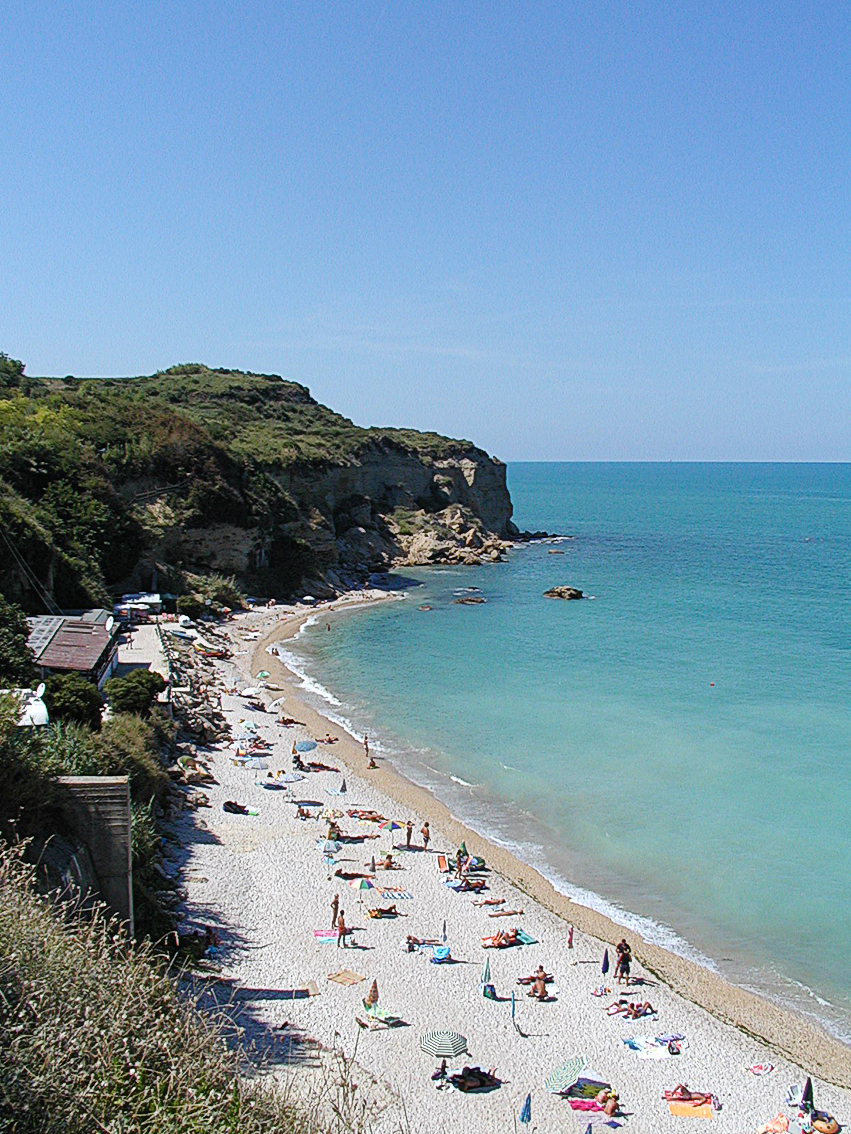
Ortona

Le tourisme dans les Abruzzes est devenu l'un des secteurs les plus prospères de l'économie des Abruzzes, et il a connu une croissance remarquable ces dernières années. La région attire de nombreux touristes en provenance d'Italie et d'Europe ; selon les statistiques de l'institut italien de statistiques Istat, en 2007 1 371 155 touristes italiens s'y sont rendus ainsi que 189 651 étrangers. Avec un total de 7 374 646 touristes, la région se place septième parmi les régions italiennes pour le nombre de touristes par an. Selon l'analyse de marché et les études sectorielles sur le tourisme parues dans le TurisMonitor national des Abruzzes Society 2012, après une hausse qui a été estimée entre 4 et 5 % en 2012, le nombre de touristes étrangers devrait augmenter de 3 à 4 % d'ici la fin de l'année 2012, et le nombre de personnes travaillant dans le tourisme devrait augmenter pour s'établir à environ 25 000 personnes. Le pays le plus représenté parmi ces touristes étrangers est l'Allemagne. Un soutien discret au tourisme est également accordé par l'Aéroport des Abruzzes qui propose de nombreux vols charters à faible coût reliant la région avec le reste de l'Europe. 

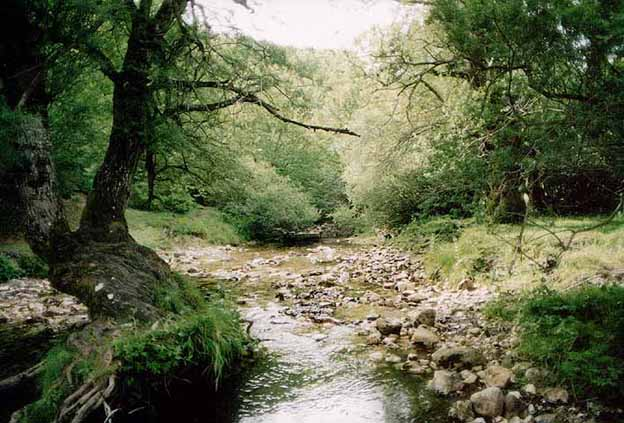
Parc national des Abruzzes

Les Abruzzes bénéficient d'un renouveau lié au tourisme grâce à trois parcs nationaux et à des réserves naturelles,,,
Les Abruzzes sont la seule région d'Europe qui s'est tournée vers la protection de la nature et de ses paysages pour sauver son économie. 
De nombreux restaurants et auberges ouvrent dans les villages, et de plus en plus de gens de toute l'Europe y achètent une résidence secondaire de montagne.
- La richesse des Abruzzes en châteaux et bourgs médiévaux, en particulier près de la ville de L'Aquila[5],[6], lui a valu, le surnom de "Abruzzoshire", par analogie avec les « Chiantishire » surnom parfois utilisé pour désigner la région du Chianti de Toscane, mais les Abruzzes restent toujours à l'écart des sentiers battus pour la plupart des visiteurs de l'Italie.

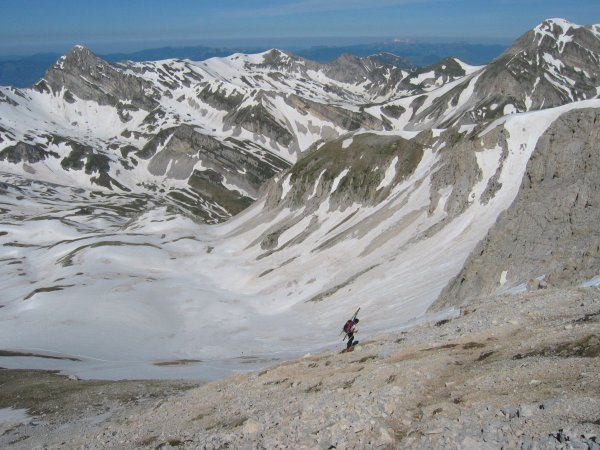
Pizzo d'Intermesoli

- Sports d'hiver : La région dispose de 21 domaines skiables avec 368 km de pistes et tout cela à quelques heures de Rome. La station la plus développée est Roccaraso, suivie de Campo Felice et Campo Imperatore. Situés dans la région la plus haute des Apennins, les domaines skiables sont à des hauteurs presque comparables à celles de nombreuses stations alpines. En raison de leur proximité avec la mer Adriatique et des précipitations, les stations des Abruzzes ont souvent plus de neige que celles des Alpes. Les Abruzzes sont aussi populaires pour le ski de fond, en particulier sur le haut plateau de Campo Imperatore dans le Gran Sasso, ainsi que dans la grande plaine de la Majella. Le Corno Grande et ses voisins Corno Piccolo offrent un éventail de possibilités d'escalade, de randonnée de montagne adapté aux novices et aux alpinistes chevronnés[7],[8],[9],[10].

- Le littoral : Le long littoral sablonneux abrite un grand nombre de stations balnéaires: Vasto sur la côte sud des Abruzzes;  Silvi Marina, dont les sables sont considérés parmi les meilleurs de l'Italie; Francavilla al Mare, Pineto et sur la côte nord on trouve Martinsicuro et  Alba Adriatica, sans oublier Pescara[11],[12].